# Фошин, Иван Николаевич
Иван Николаевич Фошин (1921—1945) — Гвардии лейтенант Рабоче-крестьянской Красной Армии, участник Великой Отечественной войны, Герой Советского Союза (1945).

## Биография
Иван Фошин родился 1 февраля 1921 года в городе Валдай (ныне — Новгородская область). После окончания семи классов школы проживал и работал в Ленинграде. В 1940 году Фошин был призван на службу в Рабоче-крестьянскую Красную Армию. С сентября 1941 года — на фронтах Великой Отечественной войны. В 1943 году он окончил военно-политическое училище, в 1944 году — Уфимское пехотное училище.
К январю 1945 года гвардии лейтенант Иван Фошин командовал ротой 180-го гвардейского стрелкового полка 60-й гвардейской стрелковой дивизии 5-й ударной армии 1-го Белорусского фронта. Отличился во время освобождения Польши. 14 января 1945 года рота Фошина, наступая с Магнушевского плацдарма, совершила манёвр в обход вражеских позиций и штурмом взяла населённый пункт Мале-Боже. В тех боях Фошин погиб.
Указом Президиума Верховного Совета СССР от 27 февраля 1945 года гвардии лейтенант Иван Фошин посмертно был удостоен высокого звания Героя Советского Союза. Также был награждён орденами Ленина и Красной Звезды.